# Tia Ciata
Hilária Batista de Almeida, connue sous le nom de Tia Ciata (Santo Amaro da Purificação, 1854 – Rio de Janeiro, 1924) est une sambista brésilienne, mère de saint et guérisseuse, considérée par beaucoup comme l'une des plus influentes pour l'émergence de la samba carioca.
Initiée au candomblé à Salvador par Bamboxê Obitikô (pt), elle est mãe-pequena (pt) chez João Alabá (pt), à Rio de Janeiro.
Elle est également connue comme l'une des principales promotrices de la culture afro-brésilienne, notamment dans la Zona Central de Rio de Janeiro (pt). C'est dans sa maison de Praça Onze (pt), où se réunissaient les sambistas, que la première samba a été enregistrée sur disque,.
Tia Ciata est devenue la grande dame des communautés noires du Brésil post-abolition et l'une des principales défenseures de la samba après avoir ouvert les portes de sa maison aux réunions de sambistas pionnières alors que la pratique était encore interdite par la loi,.

## Biographie

### Jeunesse
Hilária Batista de Almeida naît à Santo Amaro, dans l'État de Bahia, au nord-est du Brésil.
À l'âge de 16 ans, malgré sa jeunesse, elle participe à la fondation de l'Irmandade da Boa Morte à Cachoeira, une commune de la région de Recôncavo Baiano.
Elle s'installe à l'âge de 22 ans dans la ville de Rio de Janeiro, pendant l'exode connu sous le nom de diaspora bahianaise (la migration des Bahiens vers d'autres régions du Brésil et du monde, qui s'est produite principalement au cours du XXe siècle). Elle emmène avec elle la Samba de roda,. Elle est la plus célèbre des Tias Baianas (« tante bahianaise » ; principalement des ialorixás de Candomblé qui ont quitté Salvador et se sont rendues à Rio de Janeiro à cause des persécutions policières) au début du siècle.
Quelque temps plus tard, elle épouse João Baptista da Silva, un fonctionnaire avec qui elle a 14 enfants, une relation fondamentale pour son affirmation dans la Pequena África, comme on appelait alors le quartier de Praça Onze.
Ciata doit travailler comme cuisinière pour subvenir aux besoins de ses enfants. Vêtue de turbans sur la tête et de robes blanches volumineuses, elle est l'une des précurseures du mouvement des tantes bahianaises marchandes de légumes dans la Ville Merveilleuse. À travers des mandingas et des plateaux remplis de gâteaux, de gourmandises et de noix de coco, la prestation des tantes marchandes a été fondamentale pour garantir le maintien de la culture populaire apportée de Bahia et des rites de la tradition africaine, en plus de la subsistance de leurs familles.

### Samba
Avec de la bonne nourriture et des arrières-cours toujours emplies de musique, la maison où vit Ciata sur l'ancienne Rua Visconde de Itaúna, près de la Praça Onze ou « Petite Afrique » devient rapidement l'un des principaux points de rencontre des personnages historiques de la samba de Rio de Janeiro comme comme Pixinguinha, Donga, Heitor dos Prazeres, Sinhô et João da Baiana.
Avec ceux qui seront consacrés dans le futur, mais qui à l'époque ne sont encore que de jeunes musiciens, Ciata ne laisse rien au hasard : elle mène le partido-alto avec autorité, répondant aux chœurs et dansant le « miudinho » - une forme de samba pieds joints qu'enseigne Ciata.
Sa maison devient un haut lieu de rencontre traditionnel pour les personnages de la samba de Rio, à tel point que dans les premières années des défilés des écoles de samba, il était « obligatoire » de passer devant sa maison.
Les rodas de samba (cercles de samba) sont courantes, les plus âgés restant dans la pièce de devant et chantant fort tandis que les plus jeunes chantent le corrido de samba dans les autres pièces, et que dans le terreiro restent ceux qui aiment la batucada.
Durant cette période, les rassemblements de samba sont interdits par la police. Mais lors des réunions au domicile de Tia Ciata, les hommes de loi ferment les yeux en raison de sa réputation de guérisseuse. Selon les documents officiels, Ciata a soigné une blessure à la jambe du président Venceslau Brás, qui en retour a accédé à sa demande de trouver un emploi à son mari : une place dans le bureau du chef de la police.
La première samba enregistrée au Brésil, Pelo Telefone, de Donga et Mauro de Almeida, a été composée chez Tia Ciata, lors d'une des nombreuses réunions qui ont eu lieu entre la fin de 1916 et le début de 1917.

(1909-1982) et Manoel Macaco. Moreira était le petit-fils de Tia Ciata.

### Candomblé
Sous les encouragements du qpère de saint Bamboxê Obitikô (pt), qui est africain, Hilária Batista de Almeida est initiée au candomblé et devient mère de saint, étant confirmée comme Ciata de Oxum. Comme beaucoup d'autres Afro-Brésiliens à l'époque, Tia Ciata garde sa foi secrète pendant de nombreuses années, en raison de la discrimination et de la stigmatisation associées aux religions africaines au Brésil.
À Rio, elle devient fille-de-saint de João Alabá (pt), d'Omulu, dont la maison est considérée comme une branche carioca d'une dissidence d'Ilê Iyá Nassô à Salvador, l'Ilê Axé Opô Afonjá (pt). Avant d'avoir sa propre maison de candomblé, tante Ciata devient mãe-pequena (pt) (c'est-à-dire la remplaçante immédiate du Babalorixá) dans la maison de João Alabá, située rue Barão de São Félix, sur la route qui mène de la zone portuaire à Cidade Nova.

### Dernières années
Son mari João Batista da Silva meurt le 13 juillet 1907, époque à laquelle Tia Ciata est déjà considérée comme une autorité et une star de la scène samba de Rio de Janeiro. Elle jouit d’un respect et d’une popularité bien supérieurs à ceux de n’importe quelle personnalité noire de l’époque. Toute l'année, pendant le Carnaval, une tente est installée en son honneur sur la Praça Onze, de laquelle sont libérées les marchinhas, qui deviendront célèbres pendant le carnaval de la ville,.
Tante Ciata meurt à l'âge de 70 ans le 10 avril 1924, dans la ville de Rio de Janeiro, et est enterrée au cimetière São Francisco Xavier, dans le quartier de Cajú.

## Hommages
Tia Ciata a reçu de nombreux hommages :
- Monument à Tia Ciata : inauguré en 1996, sur la Praça Onze, à Rio de Janeiro, le monument a été réalisé par le sculpteur Humberto Cozzo et représente Tia Ciata jouant du tambourin, accompagnée d'autres musiciens[16].
- Cortejo da Ciata : événement multiculturel qui implique divers groupes et collectifs artistiques, de différents langages artistiques, existant dans la ville de Rio de Janeiro en l'honneur de Tia Ciata, célébrant les premiers cercles de samba, les rites et friandises, les baianas de la Praça Onze, l'arrière-cour avec Pixinguinha, Donga, João da Baiana, et la rencontre de deux personnages emblématiques de la culture noire brésilienne, séparés par le temps et unis par le Quartier Culturel de Praça Onze et par la résistance culturelle et ethnique : Zumbi dos Palmares et Tia Ciata[4],[17].
- Enredo de l'école de samba : en 1965, Império Serrano rend hommage à Tia Ciata et à d'autres personnalités de la culture afro-brésilienne, avec le samba-enredo intitulé Aquarela Brasileira[18].
- Livre Tia Ciata e a Pequena África no Rio de Janeiro : écrit par l'historienne Júlia TS de Almeida en 1987, il fait un sauvetage historique de l'importance de Tia Ciata pour la culture afro-brésilienne[19].
- Film Tia Ciata - A Mãe do Samba : réalisé et scénarisé par Mariana Campos et Raquel Beatriz, le documentaire de 2017 dépeint la vie de Tia Ciata et son importance pour la culture afro-brésilienne et la samba. Le court métrage a été projeté dans plusieurs festivals et a reçu des prix nationaux et internationaux[20].
- Livre Héroïnes noires brésiliennes : en 15 cordes : écrit par le cordiste et poète Jarid Arraes (pt), le livre est publié en 2017 par Editora Jandaíra (1ère édition) puis à nouveau en 2020 par le label Seguinte, Editora Cia. das Letras. Tia Ciata est à l'honneur dans la collection de cordes qui sauve la mémoire de 15 personnages qui se sont battus pour leur liberté et leurs droits, ont revendiqué leur place dans la politique et les arts, ont élevé la voix contre l'injustice et l'oppression. En plus de Tia Ciata, le livre contient la biographie d'Antonieta de Barros, Aqualtune, Carolina Maria de Jesus, Dandara, Esperança Garcia, Eva Maria do Bonsucesso, Laudelina de Campos (pt), Luisa Mahin, Maria Felipa, Maria Firmina, Mariana Crioula, Na Agontimé, Tereza de Benguela et Zacimba Gaba, un bref texte descriptif, ainsi que d’autres sources de recherche sur chacun d’eux[21].
- Ala das Baianas des écoles de samba a vu le jour en l'honneur de Tia Ciata et d'autres spécialités bahianaises, qui permettaient aux sambistas de se rassembler chez eux alors que l'activité était encore interdite par la loi[12].

Des albums de musique ou des compilations de samba portent son nom, comme Tia Ciata de Gilson de Assis, ou Na casa de Tia Ciata de Roberta Calixto. Des chansons lui rendent hommage comme Tia Ciata, de Geovana, de Guilherme Monteiro, de Luiz Caldas ou encore de Nill.